# Psovití
Psovití (Canidae) jsou většinou masožravci, případně všežravci z řádu šelem. Do této čeledi patří psi, vlci, lišky, kojoti a šakalové. Stejně jako některé kočky jsou všichni psovití prstochodci. Psovité šelmy jsou vytrvalé a velmi přizpůsobivé. Charakteristické je pro ně štíhlé tělo s dlouhýma nohama a dlouhým chlupatým ocasem. Psi jsou rozšířeni po celém světě, až na pár izolovaných oblastí jako je Nový Zéland, ovšem i tam člověk introdukoval domácí plemena psů. Psovité šelmy mají za sebou poměrně dlouhý a složitý evoluční vývoj.

## Anatomie
Psovití mají štíhlé svalnaté tělo s mohutným hrudníkem. Jejich srst je většinou jednobarevná nebo kropenatá. Našlapují na prsty. Na předních nohou mají pět prstů. Na zadních nohou mají pouze čtyři prsty, palec je zakrnělý. Na každém prstu je silný, tupý a nezatažitelný dráp. Každý prst má na spodní straně polštářek. Nohy jsou stavěny pro vytrvalost v chůzi i běhu. Některé jejich zápěstní kosti se spojily a jejich vřetenní a loketní kosti na předních nohou jsou pevně skloubeny tak, že se mohou otáčet jen v požadovaném směru. Obličejová část lebky je protažená. Psovití mají velký počet zubů, kolem 42. Dlouhé tesákovité špičáky slouží k zakousnutí kořisti a vyvinuté trháky k trhání a sežvýkání kořisti.
Mají nejvyvinutější čich ze všech savců vůbec, v dlouhém zašpičatělém čenichu mají velké čichové orgány. I sluch je velmi dobrý, uši bývají dlouhé, vzpřímené a často zašpičatělé. Co se týče zraku, ten u psovitých není tak dobře vyvinutý jako například u kočkovitých, ale přesto je dobrý. Dříve se tvrdilo, že psi nerozeznávají barvy, pokusy se však dokázalo, že psi barvy rozeznávají, i když jen v omezené míře.
Jejich potní žlázy nemají vývody, a proto se musí ochlazovat prudkým dýcháním a vyplazeným jazykem.

## Společenskost
Většina psovitých šelem žije v malých skupinkách, které většinou tvoří jedna rodina, ale někdy se spojují ve smečky. Některé druhy, například šakali, však žijí v párech, oproti tomu lišky vedou většinou samotářský život. Smečky tvoří většinou větší druhy, například vlk. Smečka se skládá z vůdčího páru a jeho potomstva. Obsazuje a chrání teritoria, která vyznačuje většinou močí. Rozmnožuje se jen vůdčí pár. Taktika lovu většinou spočívá ve stopování stáda následovaném taktickými manévry vedoucími k oddělení jedince od stáda. Ten je pak uštván a roztrhán členy smečky. Lovci při návratu k doupěti vyvrhnou maso mláďatům k nakrmení.

## Klasifikace
- Rod Atelocynus

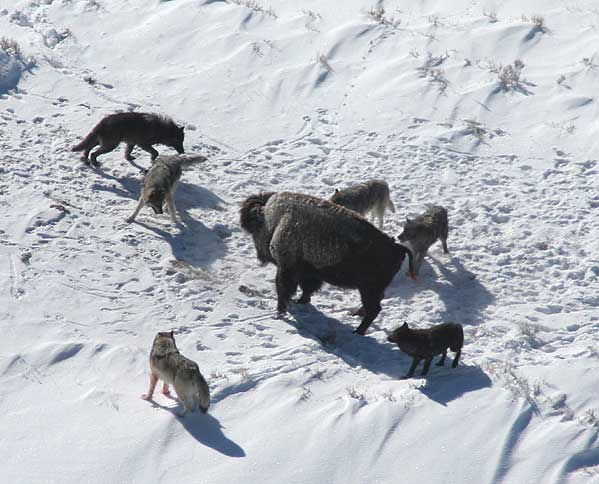
Bizon obklopený smečkou vlků

  - pes krátkouchý (Atelocynus microtis)
- Rod Canis
  - dingo (Canis dingo)
  - kojot prérijní (Canis latrans)
  - šakal čabrakový (Canis mesomelas)
  - šakal obecný (Canis aureus)
  - šakal pruhovaný (Canis adustus)
  - vlček etiopský (Canis simensis)
  - vlk africký (Canis lupaster)
  - vlk obecný (Canis lupus)
  - vlk rudohnědý (Canis rufus)
- Rod Cerdocyon
  - maikong (Cerdocyon thous)
- Rod Chrysocyon
  - pes hřivnatý (Chrysocyon brachyurus)
- Rod Cuon
  - dhoul (Cuon alpinus)
- Rod Dusicyon
  - pes bojovný (Dusicyon australis) †
- Rod Lycalopex
  - pes argentinský (Lycalopex griseus)
  - pes horský (Lycalopex culpaeus)
  - pes pampový (Lycalopex gymnocercus)
  - pes pouštní (Lycalopex sechurae)
  - pes šedý (Lycalopex vetulus)
- Rod Lycaon
  - pes hyenový (Lycaon pictus)
- Rod Nyctereutes
  - psík mývalovitý (Nyctereutes procyonoides)
- Rod Otocyon
  - pes ušatý (Otocyon megalotis)
- Rod Speothos
  - pes pralesní (Speothos venaticus)
- Rod Urocyon
  - liška ostrovní (Urocyon littoralis)
  - liška šedá (Urocyon cinereoargenteus)
- Rod Vulpes
  - fenek (Vulpes zerda)
  - korsak (Vulpes corsac)
  - liška džunglová (Vulpes bengalensis)
  - liška horská (Vulpes ferrilata)
  - liška chama (Vulpes chama)
  - liška kana (Vulpes cana)
  - liška obecná (Vulpes vulpes)
  - liška písečná (Vulpes pallida)
  - liška polární (Vulpes lagopus)
  - liška pouštní (Vulpes rueppelli)
  - liška šedohnědá (Vulpes velox)
  - liška velkouchá (Vulpes macrotis)